# Alectorolophellus
Alectorolophellus is een geslacht van rechtvleugeligen uit de familie veldsprinkhanen (Acrididae). De wetenschappelijke naam van dit geslacht is voor het eerst geldig gepubliceerd in 1941 door Ramme.

## Soorten
Het geslacht Alectorolophellus  is monotypisch en omvat slechts de volgende soort:
- Alectorolophellus heinrichi (Ramme, 1941)